# Una famiglia sotto l'albero
Una famiglia sotto l'albero (My Christmas Family Tree) è un film del 2021 diretto da Jason Bourque.

## Trama
Vanessa lavora in un centro di affidamento di minori, non ha mai conosciuto suo padre e sua madre è morta quando lei aveva 9 anni. Con la sua amica DeeDee fanno il test del DNA per curiosità per scoprire le proprie origini geografiche. Ricevuti i risultati, Vanessa scopre anche l'identità del suo padre biologico, un certo Richard Hendricks. Nell'incredulità della scoperta ed incitata dalla propria amica, decide di contattarlo per conoscerlo. Richard, che non sapeva di avere un'altra figlia, si dimostra così disponibile insieme alla sua famiglia tanto da invitarla a passare con loro le vacanze di Natale. Vanessa accetta volentieri e viene spalleggiata durante le festività dal coetaneo Kris (con cui nascerà del tenero), un caro amico di Richard. Proprio in quei giorni, la società che gestisce i test del DNA tenta di rintracciarla per comunicare che c'è stato un errore: per un caso di omonimia i suoi risultati sono stati scambiati. Vanessa si trova in difficoltà nel gestire la cosa poiché dopo tanto tempo ha finalmente trovato la famiglia che desiderava; finché all'improvviso non resiste più e per essere onesta con tutti, rivela la verità e torna a casa. 
Nel contempo Richard, che si è comunque affezionato, ritrova una vecchia foto della madre di Vanessa e corre da lei con la famiglia. La ragazza riconosce la madre nella foto e capisce che non c'è nessun errore nei test.

## Distribuzione
Il film è stato distribuito in USA dalla Hallmark Channel nel 2021 e in Italia dalla Rai nel dicembre 2022 trasmesso su Rai 2.